# Jules Poisson
Jules Poisson ( * 1833 - 1919) fue un botánico y curador francés. Fue investigador del Museo Nacional de Historia Natural de Francia.

## Algunas publicaciones
- 1874. Rapport de M. Jules Poisson sur l'herborisation du Musée d'histoire naturelle, faite en Sologne les 31 mai, 1.er et 2 juin... Ed. E. Martinet.
- 1885. Etude sur le nouveau genre Hennecartia de la famille des Monimiaces. 6 pp.
- 1888. Note sur le Quabaīo
- 1892. Les Agaves
- 1897. Notice nécrologique sur M. Blondin de Brutelette, Ed. E. Martinet. 2 pp.
- 1898. Matériaux pour servir à l'histoire de l'ovule et de la graine. 4 pp.
- 1900. Sur l'Aratacio du Brésil. 2 pp.
- 1901. Note sur l'Agave Weberi
- 1902. Sur un Castilloa particulier du Guatémala. 5 pp.
- 1913. Sur un Sedum adventice

### Libros
- 1876. Recherches sur les Casuarina et en particulier sur ceux de la Nouvelle-Calédonie. Ed. Lahure. 56 pp.
- 1895. Consolidation des talus par la végétation et entretien des haies de clotures. 23 pp.
- victor Loret, Jules Poisson. 1895. Les végétaux antiques du Musée égyptien du Louvre. Ed. E. Bouillon, 24 pp.
- 1896. Etude sur les plantations urbaines et celles de Paris en particulier. 18 pp.
- 1897. Notice biographique sur Pierre-Bernard-Lazare Verlot. 18 pp.
- 1900. Sur la fixation des dunes dans l'ouest et dans le nord de la France. 14 pp.

### Epónimos
Géneros
- (Fabaceae) Poissonia Baill.[1]
- (Sapotaceae) Poissonella Pierre[2]

Especies
alguna de ellas:
- (Acanthaceae) Ruellia poissonii Benoist[3]
- (Araceae) Nephthytis poissonii N.E.Br.[4]
- (Asparagaceae) Asparagus poissonii H.Perrier[5]
- (Asteraceae) Vernonia poissonii Humbert ex Basse[6]
- (Cucurbitaceae) Peponium poissonii Keraudren[7]
- (Cunoniaceae) Weinmannia poissonii Bonati & Petitm.[8]
- (Euphorbiaceae) Baccaurea poissonii Beille[9]
- (Lauraceae) Cinnamomum poissonii Lukman.[10]
- (Leguminosae) Albizia poissonii A.Chev.[11]
- (Loranthaceae) Taxillus poissonii (Lecomte) Danser[12]
- (Malpighiaceae) Sphedamnocarpus poissonii Arènes[13]
- (Poaceae) Cynodon poissonii (A.Camus) Bosser[14]
- (Primulaceae) Aleuritia poissonii (Franch.) Soják[15]
- (Rubiaceae) Rudgea poissonii Glaz.[16]
- (Rutaceae) Dutaillyea poissonii Guillaumin[17]
- (Sapotaceae) Butyrospermum poissonii A.Chev.[18]
- (Scrophulariaceae) Leucosalpa poissonii Bonati ex Humbert[19]
- (Sterculiaceae) Helmiopsiella poissonii (Arènes) Capuron ex H.L.Barnett[20]

- La abreviatura «J.Poiss.» se emplea para indicar a Jules Poisson como autoridad en la descripción y clasificación científica de los vegetales.[21]